# Angarben
Angarben (kein russischer Name bekannt) war ein ostpreußischer Ort im Gebiet der heutigen russischen Oblast Kaliningrad (Gebiet Königsberg (Preußen)). Seine Ortsstelle gehört zum Bereich des Munizipalkreises Rajon Prawdinsk (Stadtkreis Friedland).

## Geographische Lage
Die Ortsstelle von Angarben liegt am Westufer der Lawa (deutsch Alle) in der südlichen Mitte der Oblast Kaliningrad, zehn Kilometer nordöstlich der einstigen Kreis- und heutigen Rajonshauptstadt Friedland (russisch Prawdinsk) bzw. 32 Kilometer nordöstlich der zwischenzeitlichen und heute auf polnischem Hoheitsgebiet gelegenen Kreismetropole Bartoszyce (Bartenstein).

## Geschichte
Im Jahre 1256 wurde Anegorw erstmalig erwähnt. Der Ort, der nach 1466 Annegau und nach 1542 Angarben genannt wurde, bestand aus ein paar kleinen Gehöften.
Im Jahre 1874 wurde Angarben in den neu errichteten Amtsbezirk Althof (russisch Pessotschnoje) im ostpreußischen Kreis Friedland (1927 bis 1945 „Kreis Bartenstein“) eingegliedert. 32 Einwohner waren 1910 in Angarben gemeldet.
Am 30. September 1928 gab Angarben seine Eigenständigkeit auf und schloss sich mit den Nachbargutsbezirken Althof und Wilhelmshöhe (russisch Owraschnoje) zur neuen Landgemeinde Althof, jetzt dem Kreis Bartenstein (Ostpr.) zugehörig, zusammen.
In Kriegsfolge kam 1945 das gesamte nördliche Ostpreußen zur Sowjetunion. Von Angarben verliert sich bereits in den ersten Nachkriegsjahren die Spur. Wahrscheinlich wurde der Ort nicht mehr besiedelt, es fehlt auch ein etwaiger russischer Name. Angarben gilt als verlassen, aufgegeben und untergegangen. Seine Ortsstelle liegt im Gebiet des Munizipalkreises Rajon Prawdinsk (Stadtkreis Friedland) der heutigen Russischen Föderation.

## Religion
Christentum
Bis 1945 war Angarben in das Kirchspiel Auglitten (russisch Progress) der vereinigten evangelischen Kirchengemeinden Auglitten/Schönwalde in der Kirchenprovinz Ostpreußen der Kirche der Altpreußischen Union, außerdem in die römisch-katholische Pfarrei Friedland (bis 1931 Tapiau) im Bistum Ermland eingepfarrt.

## Verkehr
Die nicht mehr erkennbare Ortsstelle Angarbens liegt am Ende einer noch als Landweg erkennbaren Nebenstraße, die von Lugowoje (Hohenfelde) über Owraschnoje (Wilhelmshöhe, auch nicht mehr existent) dorthin führte. Die nächste Bahnstation war bis 1945 Allenburg (russisch Druschbra) an der Bahnstrecke Königsberg–Angerburg.